# Байтог
Байто́г — деревня в Эхирит-Булагатском районе Иркутской области России. Входит в муниципальное образование «Ахинское».

## География
Находится на правом берегу реки Куды, при впадении в неё речки Мольки, в 48 км к север-востоку от районного центра, посёлка Усть-Ордынский, и в 18 к юго-западу от центра сельского поселения — села Ахины.

## Происхождение названия
Топоним Байтог, вероятно, тюркский и происходит от слов бай — «богатый», «большой» и таг  — «гора» или от древнетюркских слов бай — «священная» и тай — «гора».

## Население
| 2002 | 2010 | 2011 | 2012 |
| ---- | ---- | ---- | ---- |
| 420  | ↘301 | ↘300 | ↘284 |

По данным Всероссийской переписи, в 2010 году в деревне проживал 301 человек (149 мужчин и 152 женщины).

## Известные люди
- Хантаев Василий Харинаевич — Герой Советского Союза (1945), уроженец улуса Байтог.